# Communauté de communes de la Haute Vallée d'Azergues
La communauté de communes de la Haute Vallée d'Azergues est une ancienne communauté de communes française, située dans le département du Rhône en région Rhône-Alpes.

## Historique
Le 1er janvier 2014, elle fusionne avec les communautés de communes du Pays d'Amplepuis Thizy et du Pays de Tarare avec lesquelles elle forme la communauté de communes de l'Ouest Rhodanien.

## Territoire

### Communes
La communauté de communes groupe 8 communes :
| Code INSEE | Commune                 | Maire               | Population | Superficie | Densité       | Délégués |
| ---------- | ----------------------- | ------------------- | ---------- | ---------- | ------------- | -------- |
| 69037      | Chambost-Allières       | Danielle Larochette | 751 hab.   | 1 414 ha   | 53,1 hab./km² |          |
| 69054      | Chénelette              | Rémy de l'Escaille  | 324 hab.   | 1 102 ha   | 29,4 hab./km² |          |
| 69060      | Claveisolles            | Gérard Poulnard     | 582 hab.   | 2 833 ha   | 20,5 hab./km² |          |
| 69093      | Grandris                | Jean-Pierre Pujkis  | 1 222 hab. | 1 522 ha   | 80,3 hab./km² |          |
| 69107      | Lamure-sur-Azergues     | Bernard Rossier     | 1 055 hab. | 1 561 ha   | 67,6 hab./km² |          |
| 69160      | Poule-les-Écharmeaux    | Jeanine Corcelette  | 956 hab.   | 3 123 ha   | 30,6 hab./km² |          |
| 69183      | Saint-Bonnet-le-Troncy  | Pascal Touchard     | 273 hab.   | 1 565 ha   | 17 hab./km²   |          |
| 69229      | Saint-Nizier-d'Azergues | Louis Ballandras    | 674 hab.   | 2 423 ha   | 27,8 hab./km² |          |
| Totaux     | 8 communes              |                     | 5 837 hab. | 15543 ha   | 37,6 hab./km² |          |

Les chiffres de population retenus sont la population sans doubles comptes (recensement général de la population entre 2004 et 2007 hormis Saint-Bonnet-le-Troncy).